# Eustache Vignon
Pour les articles homonymes, voir Vignon.
Eustache Vignon est un éditeur et imprimeur français, né à Arras en 1530 et mort à Francfort-sur-le-Main en 1588.

## Biographie
Fils de Jean Vignon, riche avocat, courtier en vins de la ville d'Arras, Eustache Vignon devient orphelin de père et de mère en 1535. Il reçoit une formation de commerçant en gros et apprend des langues étrangères. Il séjourne sept ans à Anvers, très grande ville marchande, où il découvre la Réforme protestante.
Il s'exile à Genève en 1555 où il trouve un emploi d'imprimeur chez Jean Crespin, un compatriote d'Arras, dont il deviendra le gendre et l'associé : il épouse en effet en décembre 1559 Marguerite Crespin (née en 1545), qui va lui donner cinq enfants : Jean, né en août 1562 et mort en avril 1572, dont le parrain est son grand-père Crespin ; Madeleine, née en janvier 1564 et morte six mois après, dont le parrain est Théodore de Bèze ; Jacques, né en octobre 1565 et mort en août 1569, dont le parrain est Antoine Calvin ; Suzanne, née en avril 1567 et morte en 1572, dont le parrain est Laurent de Normandie ; et Marie, née en 1569 et morte une semaine plus tard.
Jean Crespin signe à son gendre une procuration en 1563, comme étant « son procureur général et son messager spécial »[réf. nécessaire]. En 1567, Vignon intervient pour la première fois devant le Conseil en qualité de représentant la firme Crespin. Alors qu'elle attend son sixième enfant, sa femme meurt de la peste noire en 1570, suivie quinze jours plus tard par sa mère et, en avril 1572, par son père. Eustache apprend ce dernier décès à son retour de la foire de Francfort : il hérite de son beau-père des trois quarts de l'imprimerie, le dernier quart revenant à Samuel Crespin, fils du second mariage de Jean Crespin.
Eustache Vignon perfectionne son imprimerie tout en travaillant avec différents libraires de Genève ou de Lyon, comme  Antoine Chupin, Claude Juge, Jean Le Preux, Guillaume de Laimarie, Jacob Stoer ou Barthélemy Vincent. Commerçant voyageur, il connaît le latin, le français, le hollandais et l'allemand, sans avoir fréquenté l'université.
Eustache Vignon épouse Anne de Bary en secondes noces en 1575. Elle lui donnera successivement : Marie en 1575 ; Jean en 1576 qui recevra, lors de l'héritage de son père, l'imprimerie et « quatre mille quatre cents rames de livres parfaits et complets » ; enfin Anne en 1576, qui épousera Pyrame de Candolle en 1591.
Après sa mort, ses héritiers reprennent son affaire jusqu'au début du XVIIe siècle.

## Éditions

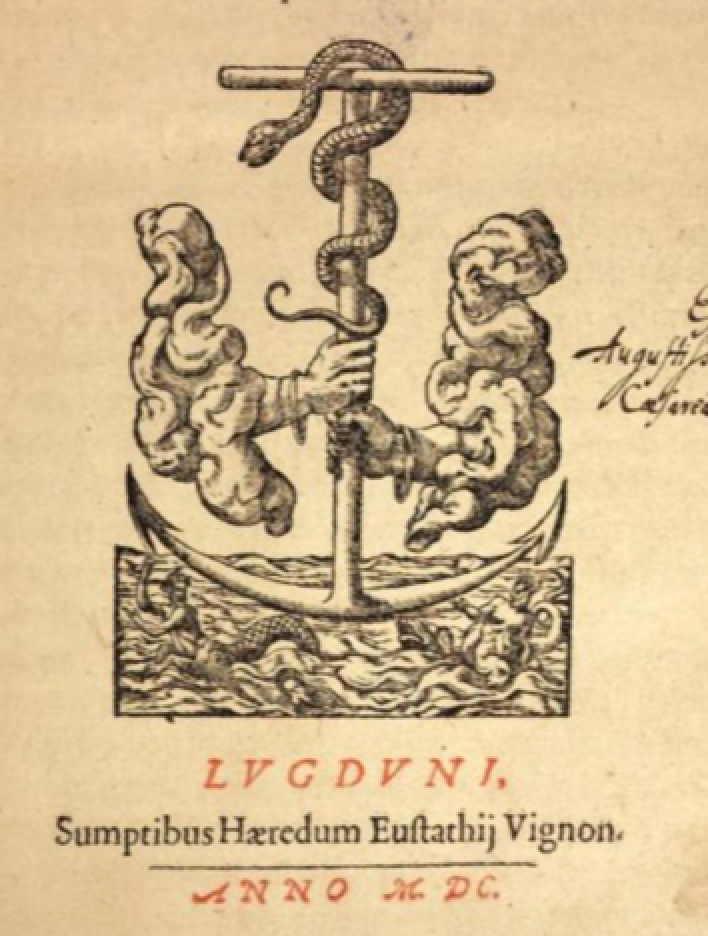
La marque de Vignon, sur la page de titre de la Polyanthea (Lyon, 1600).

D'après la base GLN, la production d'Eustache Vignon se monte à environ trois cent vingt cinq éditions, parues entre 1573 et 1589, très majoritairement en latin. Ses héritiers en produisent encore cent cinquante jusqu'en 1600, et encore au-delà. Outre les livres religieux, il imprime des ouvrages de droit et lettres classiques. Théodore de Bèze va lui confier une cinquantaine d'éditions entre 1573 à 1586, ce qui représente un cinquième de sa production totale.
Sa marque typographique, la même que celle de son beau-père et associé Jean Crespin, représente une ancre et un serpent.

## Publications notables

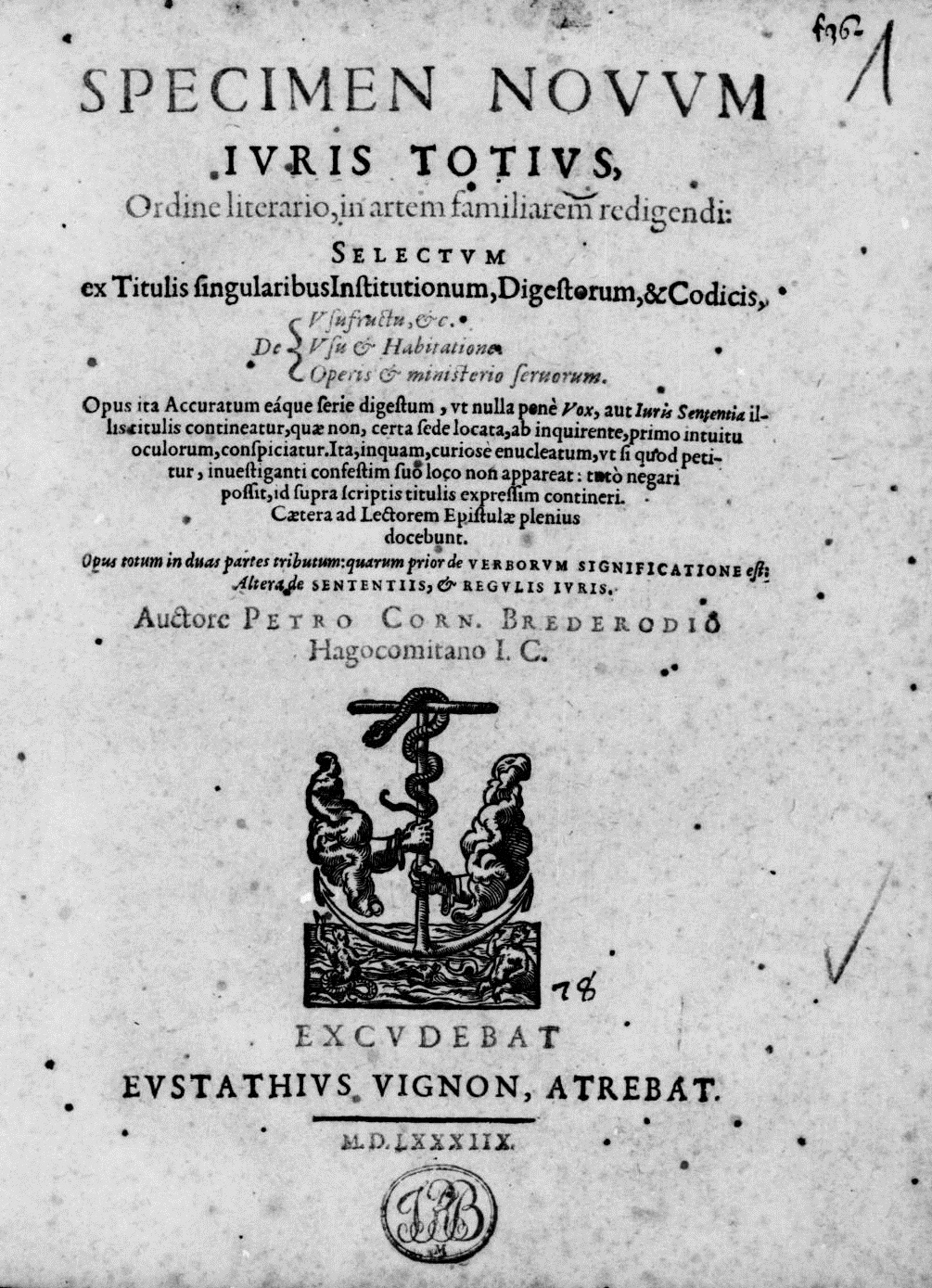
Une édition de 1588.

- Histoire Nouvelle du Nouveau Monde, de Girolamo Benzoni, traduit en français par le pasteur Urbain Chauveton. Genève, Eustache Vignon, 1579 ;
- Homeri Illias prostema editio. Cui originem & exitum belli Troiani addidimus, Coluthi Helenae raptum & Tryphiodori Illij excidium. Latine omnia ad verbum exposita et à F. Porto cretensi innumeris il locis emendata, 16°, 921-[22], 79 p., 1580. Texte grec et traduction latine de Francesco Porto ;
- Libelli aliqot formandis tum juventuris moribus, tum linguae Graecae, Latinae, Gallicae et Germanicae utilissimi. Opera et studio Johannis Cherpontii, Genève, Eustache Vignon, 16°, 1581. Contient le livret de Plutarque sur la nourriture des enfants, deux opuscules d'Isocrate, et un livret d'éthique chrétienne par Lambert Daneau. Textes en latin, grec, français et allemand, imprimés sur quatre colonnes ;
- Histoire des Martyrs, persecutez et mis à mort pour la vérité de l'Evangile depuis le temps des Apostres jusques à l'an 1574…, Genève, Eustache Vignon, 1582. Réédition de l'édition de Jean Crespin et Simon Goulart ;
- il est coéditeur des Cent cinquante pseaumes de David mis en rime françoise par Clément Marot et Théodore de Bèze, mis en musique à quatre, cinq, six, sept et huit parties par Paschal de L'Estocart…, Lyon, Barthélémy Vincent ; ou Genève, Eustache Vignon, 1583 (impr. Genève : Jean II de Laon) ;
- De Francecae linguae recta pronuntiatione…, de Thèodore de Bèze, Genève, Eustache Vignon, 1584 (réimpression à Genève, Slatkine, 1972).